# Helena Vaz da Silva
Helena Maria da Costa de Sousa de Macedo Gentil GOIH (Lisboa, Santa Catarina, 3 de Julho de 1939 – Lisboa, 12 de Agosto de 2002) foi uma das primeiras e mais influentes jornalistas culturais em Portugal.

## Biografia
Filha única de Francisco Mascarenhas Gentil, licenciado em Direito pela Faculdade de Direito da Universidade de Lisboa  e de sua mulher, Isabel Maria da Ascenção Barjona de Freitas da Costa de Sousa de Macedo. O seu avô paterno, o médico cirurgião e professor de Medicina Francisco Soares Branco Gentil, foi o fundador e director do Instituto Português de Oncologia (IPO) e director da Faculdade de Medicina da Universidade de Lisboa.
Frequenta o Colégio de freiras de St. Augustin e as escolas das irmãs Escravas e Oblatas, sempre com excecional aproveitamento.  Com 17 anos começa a sua vida profissional na agência de publicidade de Martins da Hora, na mesma secretária em que trabalhou Fernando Pessoa. Mais tarde,volta a estudar Jornalismo e Sociologia na Universidade de Vincennes em Paris, onde assiste também aos acontecimentos de Maio.
Casa no Mosteiro dos Jerónimos, a 7 de Março de 1959, com Alberto de Mira Mendes Vaz da Silva (Lisboa, 7 de Agosto de 1936 – Lisboa, 7 de Julho de 2015), com quem tem quatro filhos; Francisco, Salvador, Tomás e Helena. Insere-se no influente círculo cultural, em que se integram António Alçada Batista, Nuno Bragança, João Bénard da Costa, Pedro Tamen, José Escada, Luís Sousa Costa, Nuno Cardoso Peres e Cristovam Pavia. Sobre esse grupo disse Helena: “Para lá do trabalho em comum que tínhamos (no projecto editorial da Livraria Moraes), chegámos a planear constituir uma comunidade segundo um projecto só nosso, a que chamámos O Pacto”. Esse projeto não se concretizou, mas realizou-se um outro, o da criação de uma revista “de pensamento e acção”, que nasceu em 1963 e que se chamou “O Tempo e o Modo” – iniciativa marcante, pela abertura de novos horizontes políticos, culturais, literários e artísticos. A revista congregaria personalidades de diversas sensibilidades, empenhadas na renovação da vida portuguesa no sentido da democracia: Mário Soares, Salgado Zenha, Jorge Sampaio, Sottomayor Cardia, Vasco Pulido Valente, Manuel de Lucena, Sophia de Mello Breyner, Jorge de Sena, Agustina Bessa-Luís, Ruy Belo, M.S. Lourenço, Eduardo Lourenço, António Ramos Rosa, José Cardoso Pires e Vergílio Ferreira. Dois dos mais aclamados números temáticos desta revista foram “Deus, O Que É?” e “O Casamento”.
Ingressa no quadro do Expresso e dirige os programas políticos e sociais da RTP. Em 1977 entra na ANOP (Agência Noticiosa Portuguesa), para chefiar a área da cultura. Em 1978, assume a direção e a propriedade da revista “Raiz e Utopia”, fundada por António José Saraiva, Carlos Medeiros Silva e José Batista, e imprime uma orientação inconformista virada para os grandes debates europeus do momento.
Em 1979, assume a Presidência do Centro Nacional de Cultura (CNC), que leva a cabo até à sua morte. Lá inicia e desenvolve uma ação incansável em prol da divulgação, do estudo e da preservação da língua e da cultura portuguesas. Lança os “passeios de Domingo” - itinerários culturais como forma de conhecimento e valorização do património histórico e da criação artística e cultural contemporânea. Organiza debates, colóquios, cursos livres, diversas publicações e o ciclo “Os Portugueses ao Encontro da Sua História”.
Em 1980 é Vice-Presidente do Instituto Português de Cinema e conhece Marguerite Yourcenar, de quem se torna amiga e tradutora. Também Edgar Morin e Yehudi Menuhin são, aliás, referências fundamentais do círculo de afetos e de referência intelectuais e éticas de Helena Vaz da Silva. Em 1987, integra o Conselho Consultivo da Comissão Nacional para as Comemorações dos Descobrimentos Portugueses e de 1989 a 1994 é Presidente da Comissão Nacional da UNESCO, mandato que coincide com o de Federico Mayor como diretor geral da organização, o que permitiu a Portugal exercer um papel decisivo no Ano Internacional dos Oceanos, na Expo 98 e realizar em Lisboa a Reunião Inter-Regional sob o tema “A UNESCO para o Século XXI”.
Em 1992, é membro do Conselho de Orientação para os Itinerários Culturais do Conselho da Europa e em 1994 foi eleita deputada ao Parlamento Europeu pelo PSD, exercendo um mandato muito marcante: “consegui pôr Portugal na agenda dos agentes culturais europeus e pôr a cultura na agenda da Europa”. Em 1996 integrou a Comissão para o Futuro da Televisão em Portugal e em 2002 toma posse como Presidente do Grupo de Trabalho sobre o Serviço Público de Televisão.
Morreu a 12 de Agosto de 2002, devido a cancro. Foi sepultada em Lisboa, no Cemitério do Alto de São João, a 14 de Agosto.

## Obra
Foi autora de várias obras, entre as quais: Helena Vaz da Silva com Júlio Pomar, 1979; Portugal, o Último Descobrimento, 1987; Qual Europa?, I, 1996; Qual Europa?, II, 1997; Qual Europa?, III, 1999; Incitações para o Milénio, 2001.

## Prémio Helena Vaz da Silva
Atribuído pela primeira vez em 2013, o Prémio Europeu Helena Vaz da Silva para a divulgação do Património Cultural é um galardão instituído pela Europa Nostra, pelo Centro Nacional de Cultura e pelo Clube Português de Imprensa.
Este prémio tem como objectivo destacar e reconhecer o papel fundamental desempenhado pelos profissionais dos "media" na promoção do património cultural da Europa.
Galardoados:
- Claudio Magris (2013)[7]
- Orhan Pamuk (2014) [8]
- Jordi Savall (2015) [9]
- Eduardo Lourenço (2016) [10]
- Wim Wenders (2017)[11]
- Bettany Hughes (2018)[12]
- Fabiola Gianotti (2019)[13]
- José Tolentino Mendonça (2020)[14]
- Anne Teresa De Keersmaeker (2021)[15]
- Oksana Lyniv (2022)[16]
- Jorge Chaminé (2023)[17]

## Condecorações[18]
- ... da Ordem Nacional do Mérito de França (? de ? de 1982)
- Grande-Oficial da Ordem do Infante D. Henrique de Portugal (11 de Março de 2000)